# SOS
SOS és el nom comú amb el qual es designa el senyal de socors en el codi Morse (· · · – – – · · ·). Fou usat per primera vegada pel govern alemany com una convenció que entrà en vigor l'1 d'abril de 1905, i es va convertir en un estàndard després de la segona Convenció Internacional de Radiotelegrafia, el 1906. El SOS fou el senyal de socors utilitzat en el mar fins que fou reemplaçat pel GMDSS el 1999, malgrat que encara és reconegut, sobretot visualment.
El senyal de socors SOS és una seqüència contínua de tres marques curtes, tres marques llargues i tres marques curtes, sense espai entre les lletres. En codi Morse internacional, tres marques curtes formen la lletra S, i tres llargues formen la lletra O, de manera que "SOS" es van convertir en una manera fàcil de recordar-ne l'ordre. En la terminologia moderna, SOS és un "senyal de procediment" Morse, i la manera formal d'escriure-ho és amb una barra damunt de les lletres: SOS. Això pot conduir a equívocs perquè SOS no és realment una abreviació ni un acrònim, ja que la seqüència que representa podria estar també representada per altres combinacions com VTB.